# 訥祇麻立干

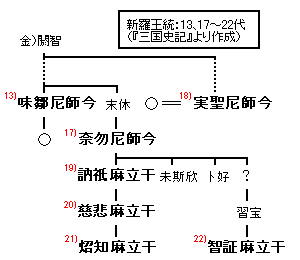
三国史记中的新罗国世系

訥祇麻立干（？—458年），新羅第19代君主。父為末仇角干與休禮夫人之子奈勿尼師今，母為味鄒尼師今與光明夫人之女保反夫人，妃為實聖尼師今與內留夫人之女阿孝夫人。

## 生平
奈勿尼師今三十七年，以實聖尼師今到高句麗為人質。到了實聖尼師今回歸為王，他怨奈勿尼師今把自己當作人質留在外國。在公元402年，便送奈勿尼師今之子未斯欣(美海)為質，其後倭國仍然常常入侵。公元412年，實聖尼師今再以奈勿尼師今之子卜好(寶海)為質送到高句麗。
公元417年，實聖尼師今遣人到高句麗時相告：「見訥祇則殺之。」跟著命令訥祇前往高句麗，逆於中路。那人見訥祇形神爽雅、有君子之風，遂相告曰：「你的國王使我害君，今日見君卻不忍加害。」訥祇乃歸，怨恨實聖尼師今便弒王而自立。
訥祇麻立干在位時，脫離為高句麗從屬的關係，轉移和百濟同盟，在公元424年建立「羅濟同盟」。
由訥祇麻立干開始，稱號為「麻立干」，比「尼師今」更尊貴的稱號，更追尊其父奈勿及其後君主為麻立干。其後更確立新羅的父傳子繼位制度。其子慈悲麻立干繼承他的王位。

## 家庭
- 父亲：奈勿麻立干
- 母亲：保反夫人金氏
  - 妃：阿老夫人金氏，一作次老夫人，實聖尼師今與內留夫人之女
    - 儿子：慈悲麻立干
    - 女儿：鳥生夫人
    - 女婿：金習寶

  - 后宫：鵄述公主金氏，先嫁朴堤上
    - 女儿：皇我公主